# Plagioscion squamosissimus
Plagioscion squamosissimus är en fiskart som först beskrevs av Heckel, 1840.  Plagioscion squamosissimus ingår i släktet Plagioscion och familjen havsgösfiskar. Inga underarter finns listade i Catalogue of Life.